# Les Désastreuses Aventures des orphelins Baudelaire
Pour les articles homonymes, voir Les Désastreuses Aventures des orphelins Baudelaire (homonymie).
Les Désastreuses Aventures des orphelins Baudelaire (A Series of Unfortunate Events en version originale), également édité sous le titre Le Funeste Destin des Baudelaire au Québec, est une série littéraire pour la jeunesse écrite par Lemony Snicket, hétéronyme de l’écrivain américain Daniel Handler, et illustrée par Brett Helquist. La suite romanesque est composée de treize tomes, publiés entre 1999 et 2006. La série est traduite en français par Rose-Marie Vassallo et publiée aux éditions Nathan.
La série décrit les malheurs de trois enfants, Violette, Klaus et Prunille, après l'incendie qui a coûté la vie de leurs parents. Si leur persévérance leur permet régulièrement d'échapper aux manigances du comte Olaf, personnage machiavélique prêt à tout pour s'emparer de leur fortune, leurs talents respectifs ne réussissent pas à les sortir d'une série de catastrophes en tous genres.
La série s'est fait, entre autres, connaître pour sa narration résolument pessimiste, son humour noir, son narrateur méta-fictif Lemony Snicket, et ses références constantes à la littérature et la culture en général. Traduits en 41 langues à ce jour, on estime que plus de 55 millions d'exemplaires de ces romans ont été vendus à travers le monde,
Chaque roman est divisé en treize chapitres, à l'exception du dernier qui en possède quatorze.

## Liste des ouvrages

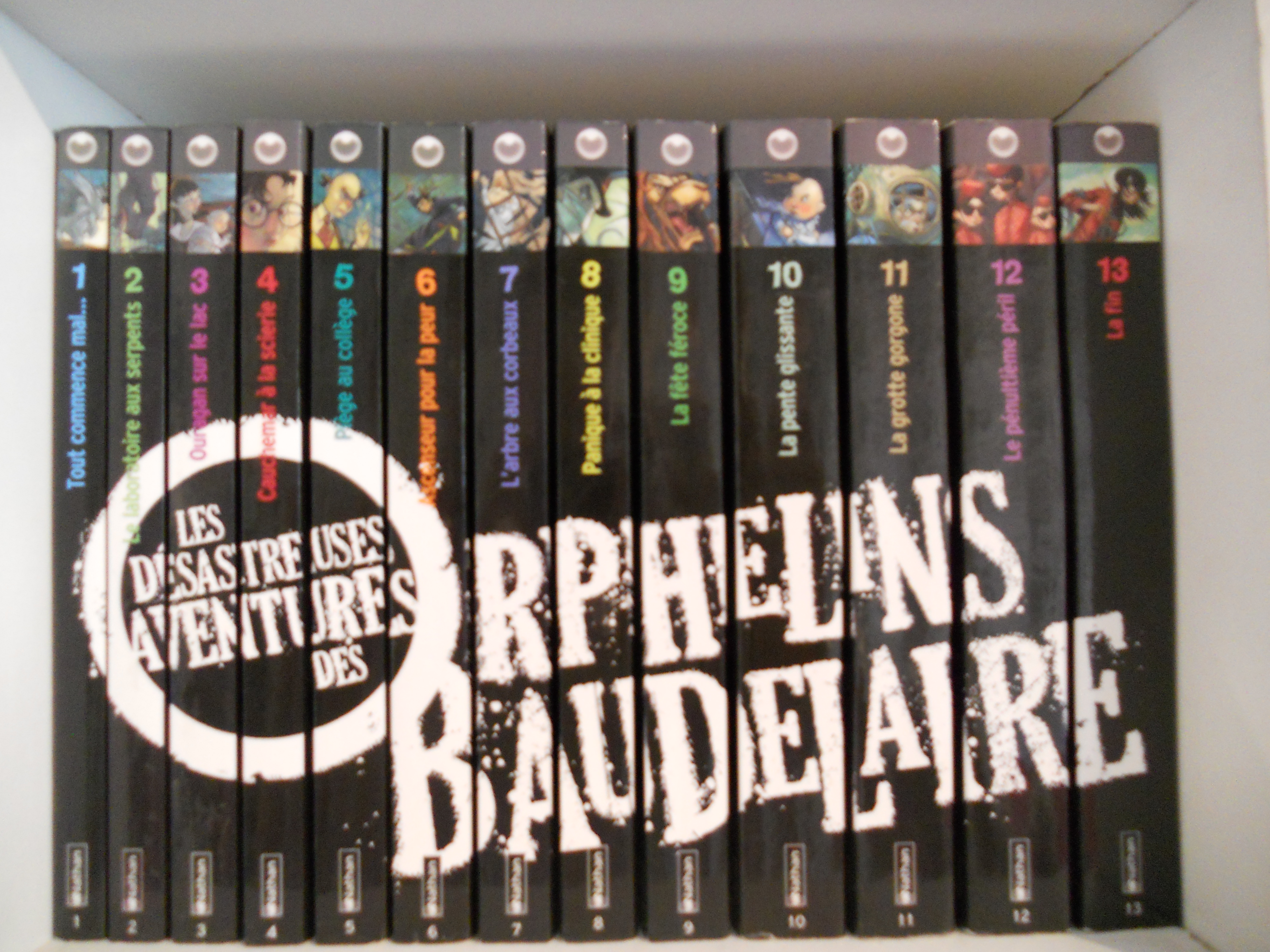
L’intégrale de la série en version française

### Série principale
1. Tout commence mal..., Nathan, 2002 ((en) The Bad Beginning, 1999)  (ISBN 2092823531)Titre québécois : Nés sous une mauvaise étoile
2. Le Laboratoire aux serpents, Nathan, 2002 ((en) The Reptile Room, 1999)  (ISBN 2092110349)Titre québécois : Le laboratoire aux reptiles
3. Ouragan sur le lac, Nathan, 2002 ((en) The Wide Window, 2000)  (ISBN 2092823566)
4. Cauchemar à la scierie, Nathan, 2002 ((en) The Miserable Mill, 2000)  (ISBN 2092823574)
5. Piège au collège, Nathan, 2003 ((en) The Austere Academy, 2000)  (ISBN 2092825992)
6. Ascenseur pour la peur, Nathan, 2003 ((en) The Ersatz Elevator, 2001)  (ISBN 209282600X)
7. L'Arbre aux corbeaux, Nathan, 2004 ((en) The Vile Village, 2001)  (ISBN 2092826077)
8. Panique à la clinique, Nathan, 2004 ((en) The Hostile Hospital, 2001)  (ISBN 2092826085)
9. La Fête féroce, Nathan, 2004 ((en) The Carnivorous Carnival, 2002)  (ISBN 2092504320)
10. La Pente glissante, Nathan, 2005 ((en) The Slippery Slope, 2003)  (ISBN 2092504312)
11. La Grotte Gorgone, Nathan, 2005 ((en) The Grim Grotto, 2004)  (ISBN 2092506781)
12. Le Pénultième Péril, Nathan, 2006 ((en) The Penultimate Peril, 2005)  (ISBN 209250679X)
13. La Fin, Nathan, 2007 ((en) The End, 2006)  (ISBN 2092506803)

### Hors-série
1. Lemony Snicket : L'autobiographie non autorisée, Nathan, 2005 ((en) Lemony Snicket: The Unauthorized Autobiography, 2002)  (ISBN 2092508679)
2. (en) The Beatrice Letters, 2006Non traduit en français

## Personnages principaux

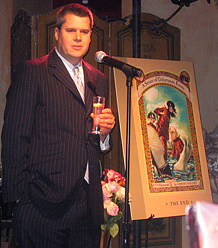
Daniel Handler en 2007 lors de la publication de La Fin.

- Violette Baudelaire : Aînée du trio Baudelaire, quatorze ans, droitière, Violette est très douée pour inventer des objets ingénieux  avec tout ce qu’elle peut trouver. Pour réfléchir, l’aînée s’attache les cheveux avec un ruban afin de ne pas avoir les cheveux dans le visage comme le faisait sa mère. Elle adore faire des ricochets. Elle  souffre d'une allergie aux bonbons à la menthe, qui se traduit par une crise d'urticaire violente et instantanée. Elle aurait hérité cette allergie de ses deux parents. La couleur qu'elle déteste le plus est le rose vif. Elle aime profondément son frère et sa sœur et fait tout pour les protéger, parfois au péril de sa propre vie.
- Klaus Baudelaire : L’unique garçon du trio, douze ans (il a treize ans dans le tome 7, L'arbre aux corbeaux), porte des lunettes rondes. Klaus adore lire et surtout apprendre. Il est très intelligent et retient tout ce qu'il lit. Comme ses sœurs, Klaus souffre d’une allergie aux bonbons à la menthe, qui se traduit par un gonflement instantané de sa langue, ce qui gêne son élocution. Il aurait hérité cette allergie de ses deux parents. Comme sa sœur Violette, la couleur qu’il déteste le plus est le rose bonbon. Comparé à sa sœur Violette, Klaus est un peu moins courageux, panique plus vite et tend à se plaindre beaucoup plus facilement. Dans le tome 1 on apprend qu'à la naissance de sa sœur Prunille, Klaus la détestait mais quand elle eut six semaines, Klaus et elle s'entendaient à merveille.
- Prunille Baudelaire : La benjamine adore mordre tout ce qui se présente. Prunille a quatre petites dents aussi tranchantes que de l'acier. Comme elle ne sait pas parler, elle s’exprime dans un babillage que seuls sa sœur et son frère peuvent comprendre. Prunille n'aime pas mordre les choses molles. Dans le dixième tome elle se découvre une passion pour la cuisine, passion qu'elle développera dans les quatre derniers tomes. Sa première création est la pointe de cannelle dans le chocolat. Prunille est allergique aux bonbons à la menthe, comme sa sœur et son frère en ayant les mêmes symptômes que son frère, sa sœur, ou les deux en même temps.
- Le comte Olaf : Il est dans le tome 1 le nouveau tuteur légal des orphelins. Il est méchant, vil, insensible, incendiaire, usurpateur et menteur. Il a un œil tatoué sur sa cheville gauche. Il est très grand, très maigre et son costume est gris comme un rat et maculé de taches. Son menton n’est pas rasé et il a un mono sourcil. Il est le directeur d'une troupe de théâtre qui comprend un chauve au long nez, deux femmes au visage si poudré de blanc qu’on les prendrait pour des fantômes, un homme violent avec des crochets à la place des mains, une créature si obèse qu’elle ne semble ni homme ni femme et Esmé qui deviendra la petite amie d'Olaf. Sont ensuite recrutés par Esmé : Otto, Bretzella et Féval, des monstres de Caligaries Folies.

## Adaptations
- Les Désastreuses Aventures des orphelins Baudelaire, film de Brad Silberling, est sorti en 2004, ce film reprend l'histoire des trois premiers tomes.
- Les Désastreuses Aventures des orphelins Baudelaire, série télévisée sortie le vendredi 13 janvier 2017 sur Netflix[4].